# Radich Ákos
Radich Ákos (Pest, 1835. december 31. vagy Buda, 1835. november 27. – Kolozsvár, 1916. szeptember?) mérnök, országgyűlési képviselő, vasúti főfelügyelő. 

## Életútja
Radich József orvos és Sziklássy Erzse fia. Horvátországi eredetű nemes családból származott, mely magyar címeres nemesi oklevelét 1791-ben II. Lipóttól nyerte. Radich középiskoláit Keszthelyen, Szombathelyen és Pesten végezte, majd előbb a pesti, azután a bécsi polytechnikum növendéke lett és 1857-ben mérnöki oklevelet szerzett. 1860-ban gróf Batthyány Gusztáv horvátországi terjedelmes uradalmait mint vállalkozó főmérnök átvette és azokat a nemzetgazdászat elve szerint értékesíteni törekedett, egyszersmind ott az úrbéri viszonyokat gyümölcsözőleg rendezte. 1865-től állandó lakása Fiuméban volt, ahol bő alkalma nyílt azon érdekeket tanulmányozni, melyek Fiuméra és Magyarországra nézve azonosak, így a pest- és alföld-fiumei vasutat, a tengerészetet. Fiume minden közhasznú vállalatában részt vett. Az 1865-68. évi országgyűlésen Fiume város és kerületének képviselője volt.
Bécsben tartózkodása alkalmával több lapnak levelezője volt és értesítette a lapokat az 1856. évi bécsi kiállításról; az 1860-as évek elején a Honba, az Országházba és egyéb lapokba írt politikai, vasúti, csatornaügyi, úrbérrendezési és egyéb nemzetgazdasági cikkeket. Ez időben a Pesti Naplóban közölt horvátországi levelezései és egyéb cikkei jelentek meg; a Hazánk és Külföldnek is munkatársa volt. Cikke a Magyarország Anyagi Érdekeiben (1865. A suezi földszoros átmetszése).
Szerkesztette az orvosok és természetvizsgálók XIV. nagygyűlésének Napi Közleményeit 1869. szeptember 6-tól 11-ig Fiuméban.
Országgyűlési beszédei a Naplókban vannak.
Arcképe: kőnyomat, rajzolta Marastoni József 1867-ben nyomt. Reiffenstein és Rösch Bécsben, (a Hajnal-Albumban).

## Családja
1863 szeptemberében, Fiuméban vette feleségül Matkovich Ludovikát, Matkovich Máté főszolgabíró lányát. Felesége 1915. július 8-án hunyt el Budapesten, 74 éves korában. Gyermekeik: Gyula, Ákos és Géza.

## Műve
- Fiume közjogi helyzete. Budapest, 1882.